# Burg Thann
Burg Thann, auch Burgthann genannt, ist die Ruine einer Spornburg auf einem 420 m ü. NHN hohen Bergsporn über dem Tal der Schwarzach in der Gemeinde Burgthann im mittelfränkischen Landkreis Nürnberger Land in Bayern.

## Geschichte

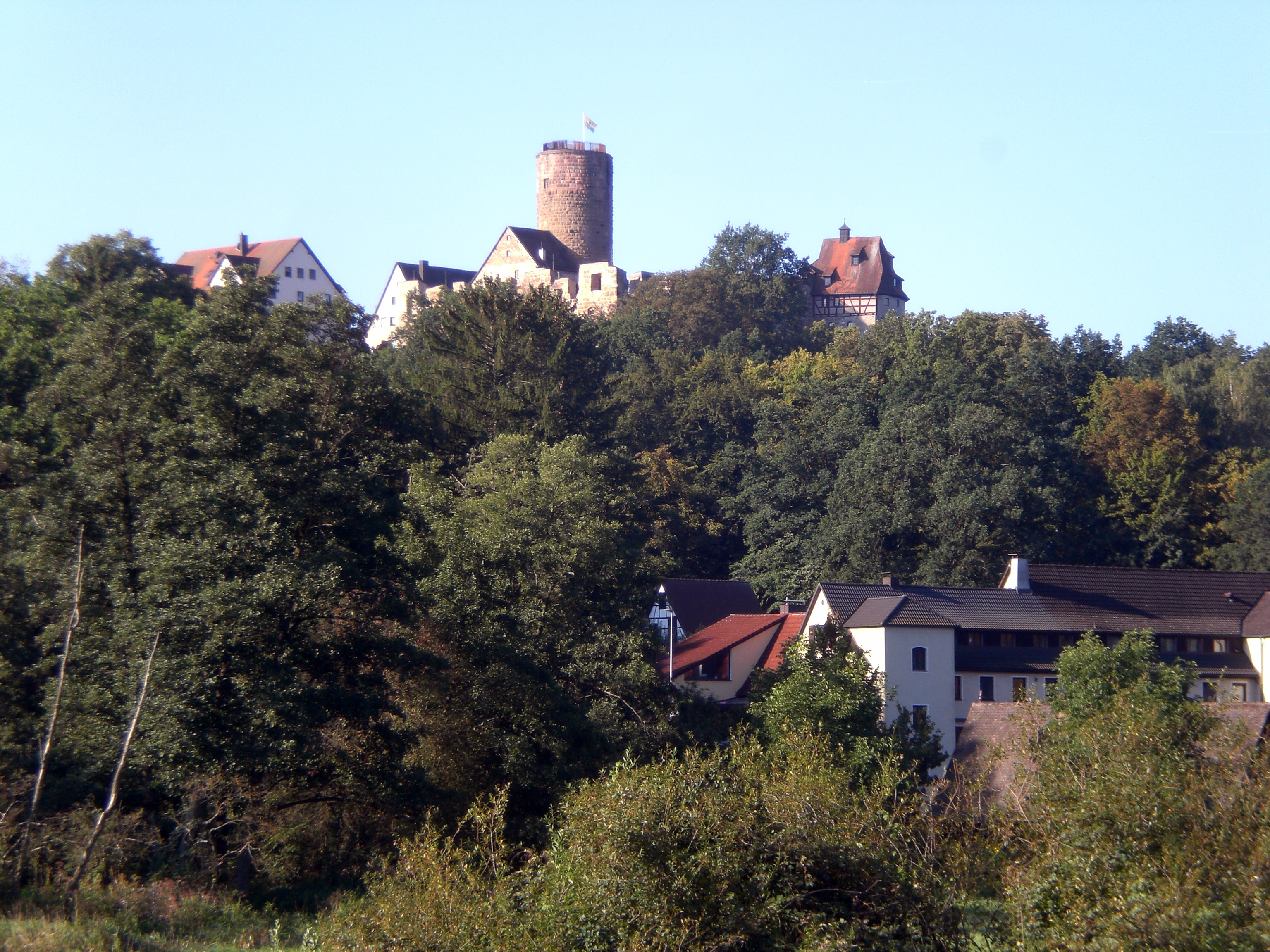
Ansicht der Burg

Die Burg wurde im 12. Jahrhundert von den Reichsministerialen von Thann mit Stammsitz in Altenthann erbaut. 1160 wurde erstmals ein Ritter von Thann auf dem Göckelsberg genannt.
Am 31. Juli 1287 hat Heinrich von Thann die Burg an Herzog Ludwig II. von Bayern verkauft und wieder zu Lehen bekommen. Im Sept./Okt. 1287 kommt die Burg von Herzog Ludwig über König Rudolf in den Besitz des Burggrafen Friedrich (III.)  von Nürnberg. Von diesem erhalten Heinrich von Thann und sein Sohn Hermann die Burg Ende August 1288 wieder zu Lehen. Ab 1346 war die Burg Sitz eines hohenzollerschen Pflegamtes.
1381 war der in Franken bekannte Raubritter Eppelein von Gailingen in der Burg für eine Nacht gefangen, bevor er dem Neumarkter Scharfrichter übergeben wurde.
1460 wurde die Burg im Bayerischen Krieg zerstört und 1463 wieder aufgebaut. Während des Dreißigjährigen Krieges zerstörten 1635 kaiserliche Truppen den Südostflügel der Burg. 1648 wurde sie von schwedischen Truppen geplündert und nach 1652 wieder aufgebaut. Nachdem 1792 das Pflegamt verlegt worden war, kam die Burg an verschiedene Besitzer, verfiel und wurde als Steinbruch benutzt.
Erste Sicherungsmaßnahmen fanden ab 1968 statt und wurden 1988 im großen Stil von der Gemeinde Burgthann fortgesetzt.

## Baugeschichte und Anlage
Die Vorburg, von der noch Mauerreste zeugen, war durch einen in den Fels gehauenen Halsgraben von der Anhöhe getrennt. Die Kernburg (Hauptburg) verfügt über einen vorgelagerten schmalen Zwinger mit einem 1897 durch Blitzschlag zerstörten Torgebäude, vermutlich früher mit Zugbrücke. Der Torbogen stammt aus neuerer Zeit.
Die größtenteils aus Sandsteinquadern erbaute Ringmauer mit Wehrgängen ist fast vollständig erhalten. Der nicht mehr erhaltene Palas, von dem noch Lichtscharten und ein Aborterker zeugen, befand sich an der Westseite. Die aus mittelgroßen Quadern gemauerte Außenmauer aus dem 12. Jahrhundert ist der älteste Teil der Burganlage.
Aus dem 13. Jahrhundert stammt der gut erhaltene, 27 Meter hohe runde Bergfried aus Buckelquadermauerwerk mit quadratischem Innenraum. Das noch gut erhaltene Pflegamtsgebäude aus neuerer Zeit, über dessen Eingang ein Drachenrelief zu sehen ist, steht an der Südseite.
Die Burgkapelle aus Fachwerk wurde später außen an die Ringmauer angebaut. An der Ostseite befinden sich die Mauerreste eines im Dreißigjährigen Krieg zerstörten großen Baus, in dessen Untergeschoss sich Stallungen und im Obergeschoss die Frauengemächer befanden. Aus neuerer Zeit stammte das bewohnte Haus im Nordwesten der Anlage. Dies wurde im Jahr 2017 abgerissen.

## Burgberg
Der nördlich zum Schwarzachtal abfallende Hang des Burgberges ist seit dem 1. August 2001 als geschützter Landschaftsbestandteil ausgewiesen. Das etwa 4 ha große Areal steht unter Schutz um das charakteristische Landschaftsbild des gesamten Ensembles Burgberg zu erhalten. Die traditionelle Nutzung des Burgangers in Form der Beweidung unterstützt insbesondere die Halbtrockenrasen und Hecken in einem ökologisch optimalen Zustand zu erhalten. Auf dem geschützten Gelände befinden sich auch Die 3 Burgeichen, die als Naturdenkmal ausgewiesen sind.

## Heutige Nutzung
Die Burg beherbergt ein kleines Heimatmuseum, in dem unter anderem Fundstücke der archäologischen Grabungen von 1987 bis 1989 ausgestellt sind.
Während der Öffnungszeiten kann der Bergfried bestiegen werden. Im Sommer finden das Burgfest der Fördergemeinschaft Burg Burgthann, ein Jazzfest und einige weitere Veranstaltung auf der Burganlage statt.
1995 wurde auf der Burg das Bayerische Ludwig-Donau-Main-Kanal-Museum eröffnet, das durch die Fördergemeinschaft Burg Burgthann in Stand gehalten wird. Dort werden kostbare Unikate und Originale der Wasserwirtschaftsämter Nürnberg, Ansbach und Regensburg ausgestellt.
Im Jahre 2007 wurde bei einer Säuberungsaktion der Forschungsgruppe Höhlen und Karst Franken e. V. der 14 Meter tiefe Burgbrunnen vom Unrat befreit.
Die Burg wurde vom Bayerischen Landesamt für Denkmalpflege als Baudenkmal ausgewiesen.
Seit Juni 2010 ist es möglich, im Innenhof standesamtlich zu heiraten. Der erste Bürgermeister Heinz Meyer nahm die erste Trauung vor.
Im Frühjahr 2015 wurden an der Burg mehrere Sicherheits- und Brandschutzmaßnahmen vorgenommen. Die dabei angebrachten Metallkonstruktionen beeinflussen das Gesamtbild der Burg nachhaltig und sorgen bis heute für kontroverse Diskussionen in der Bevölkerung. Eine Korrektur der Maßnahmen ist derzeit nicht geplant.

## Bildergalerie

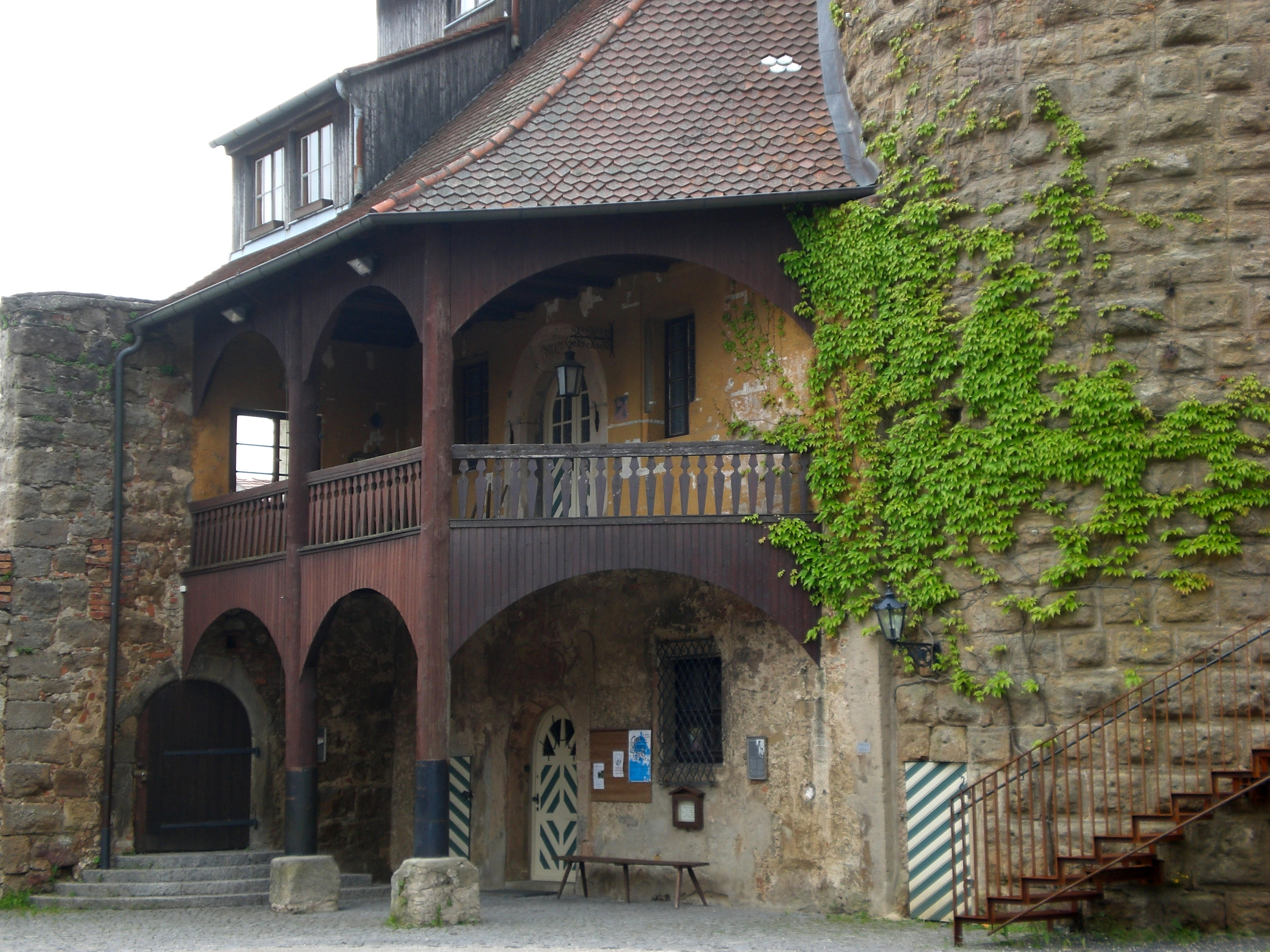
Der Innenhof 2012
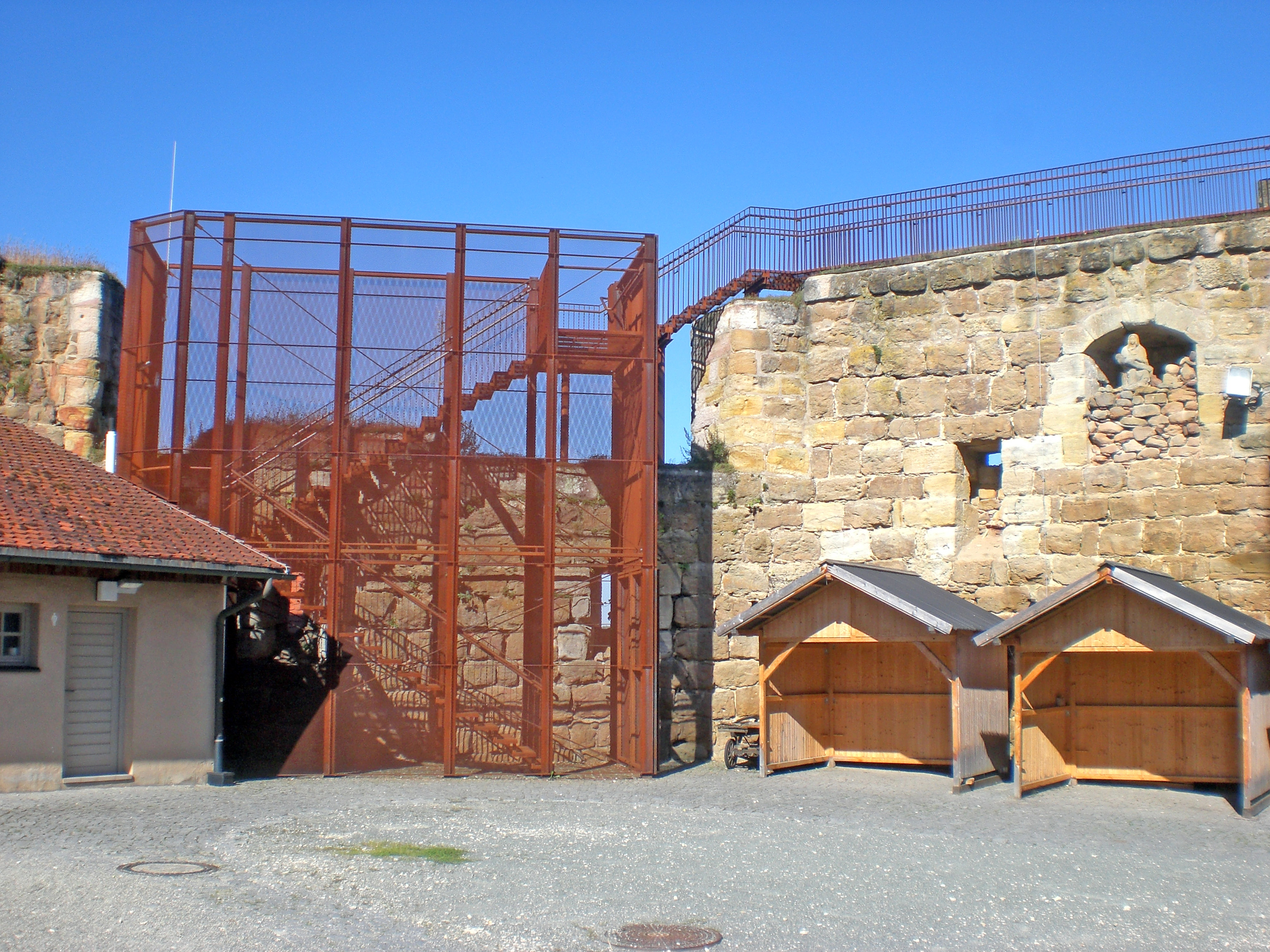
Der Innenhof 2023 mit Brandschutzmaßnahmen
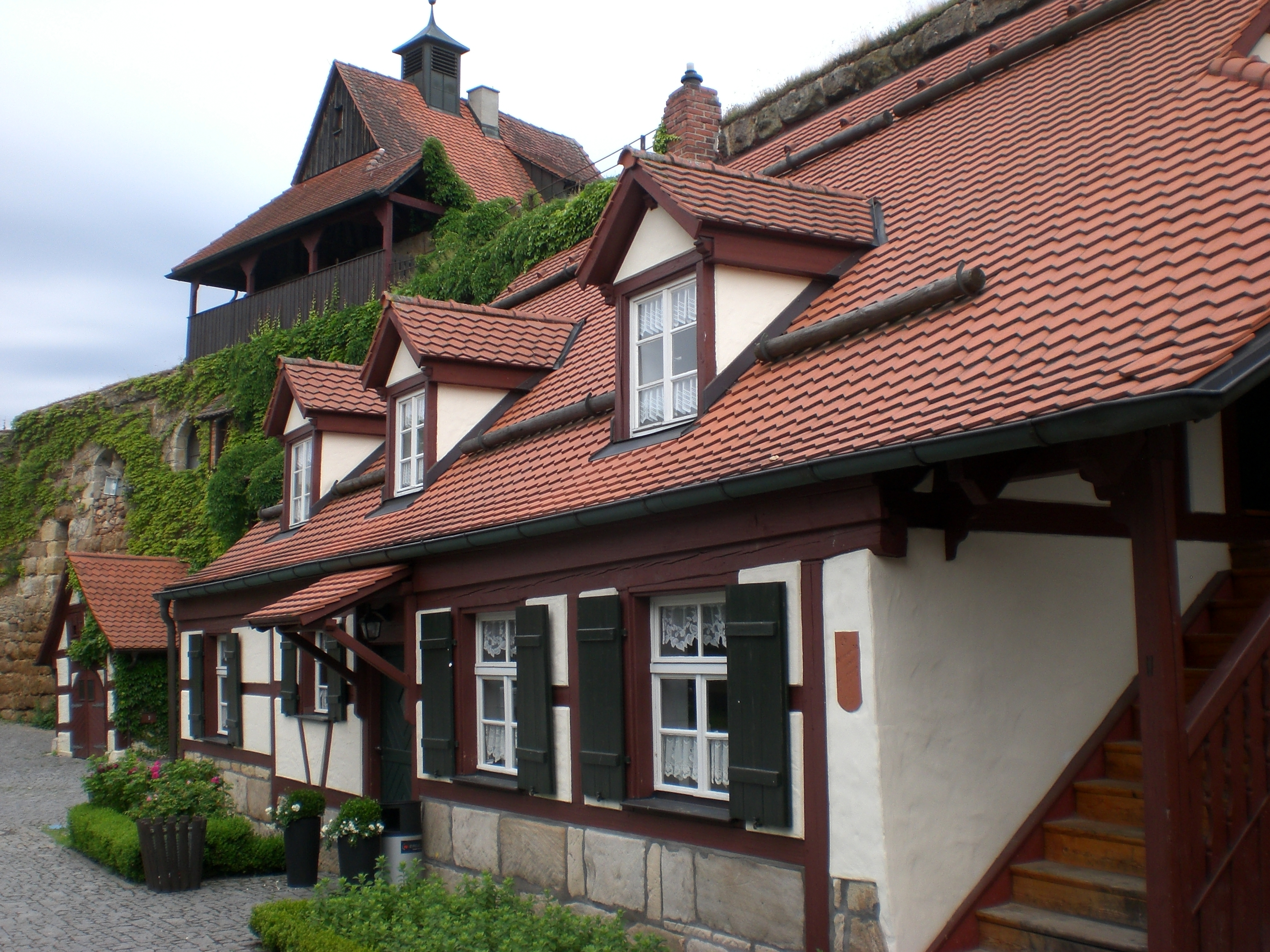
Wohngebäude
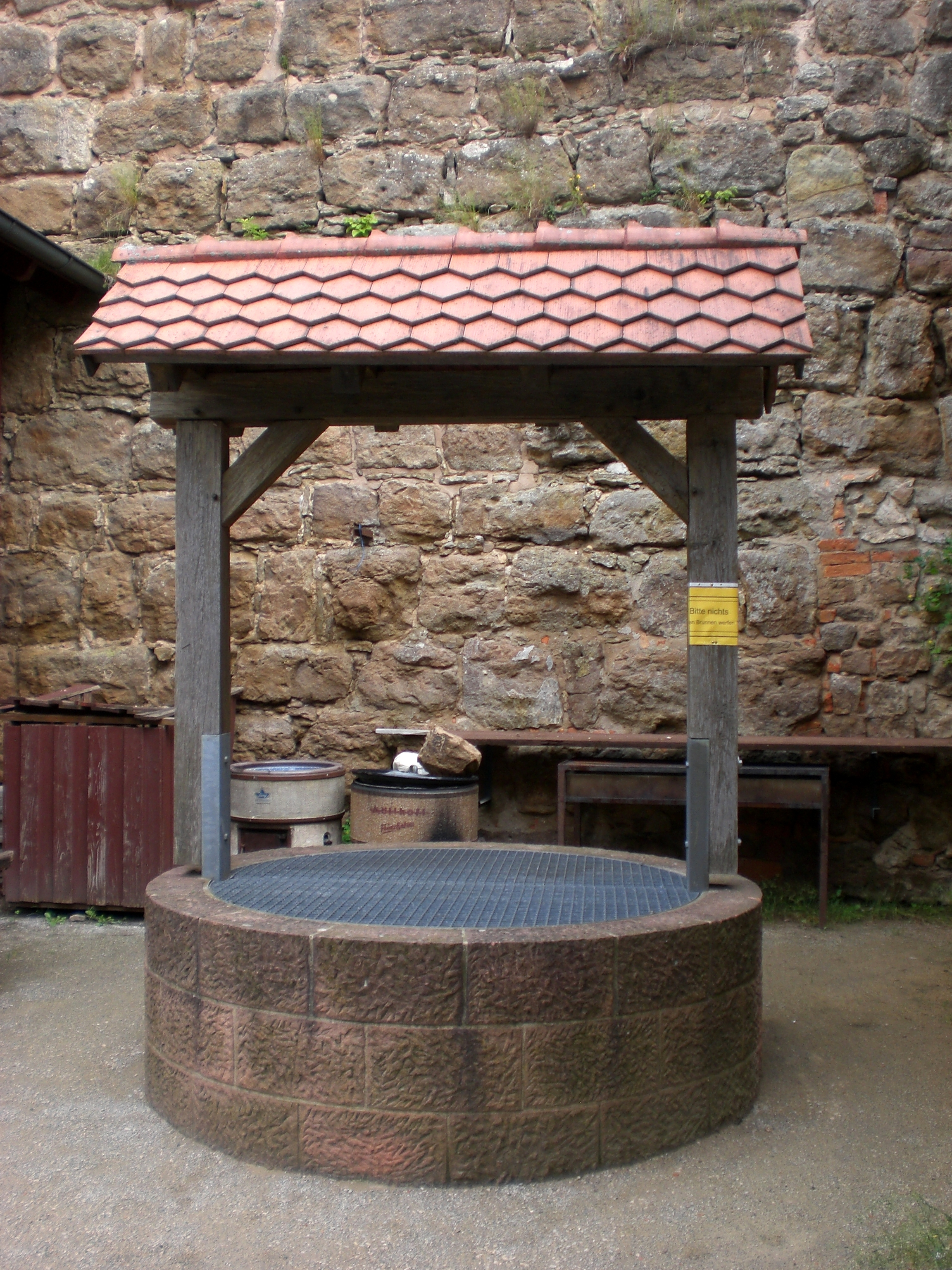
Brunnen
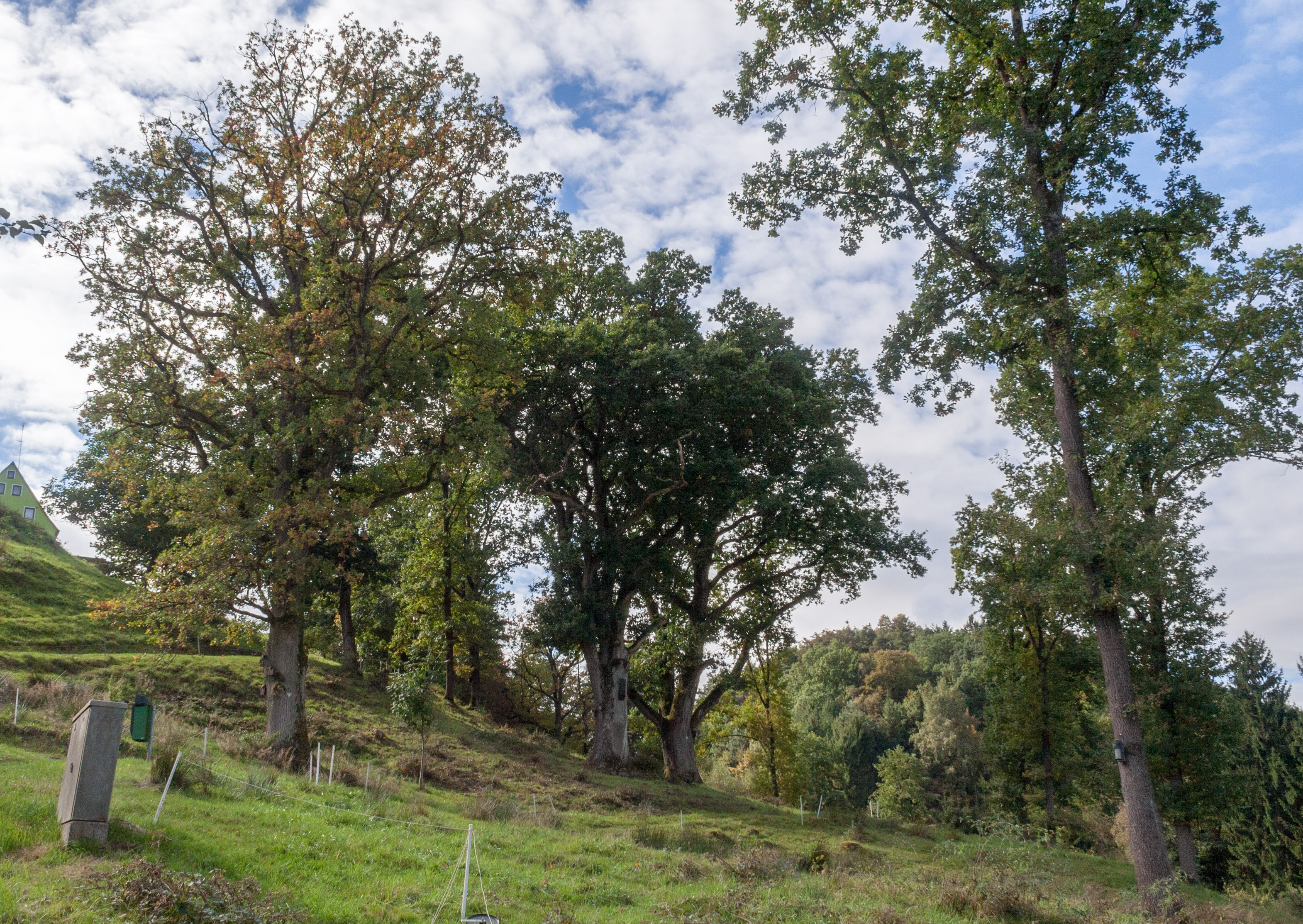
Die 3 Burgeichen am Burgberg